# Szentlőrinc
Szentlőrinc [ˈsɛntløːrints] (kroatisch Selurinac) ist eine ungarische Stadt im Komitat Baranya. Sie ist das wirtschaftliche, kulturelle und Verwaltungszentrum des gleichnamigen Kreises.

## Geografische Lage
Die Stadt im südlichen Teil Ungarns, 19 Kilometer südwestlich der Komitatshauptstadt Pécs und 27 Kilometer nördlich der Grenze zu Kroatien in einer flachen, agrarisch geprägten Umgebung. Erst einige Kilometer nordöstlich steigt die Landschaft zum Mecsek-Gebirge an, das die weite Pannonische Tiefebene um etwa 400 m überragt.
Nachbargemeinden sind Cserdi, Boda, Bicsérd, Szabadszentkirály, Királyegyháza, Kacsóta und Csonkamindszent. Im Umkreis von gut 50 Kilometern liegen die Städte Komló, Pécsvárad, Sellye, Szigetvár, Kaposvár, Barcs und die kroatischen Städte Virovitica und Donji Miholjac.

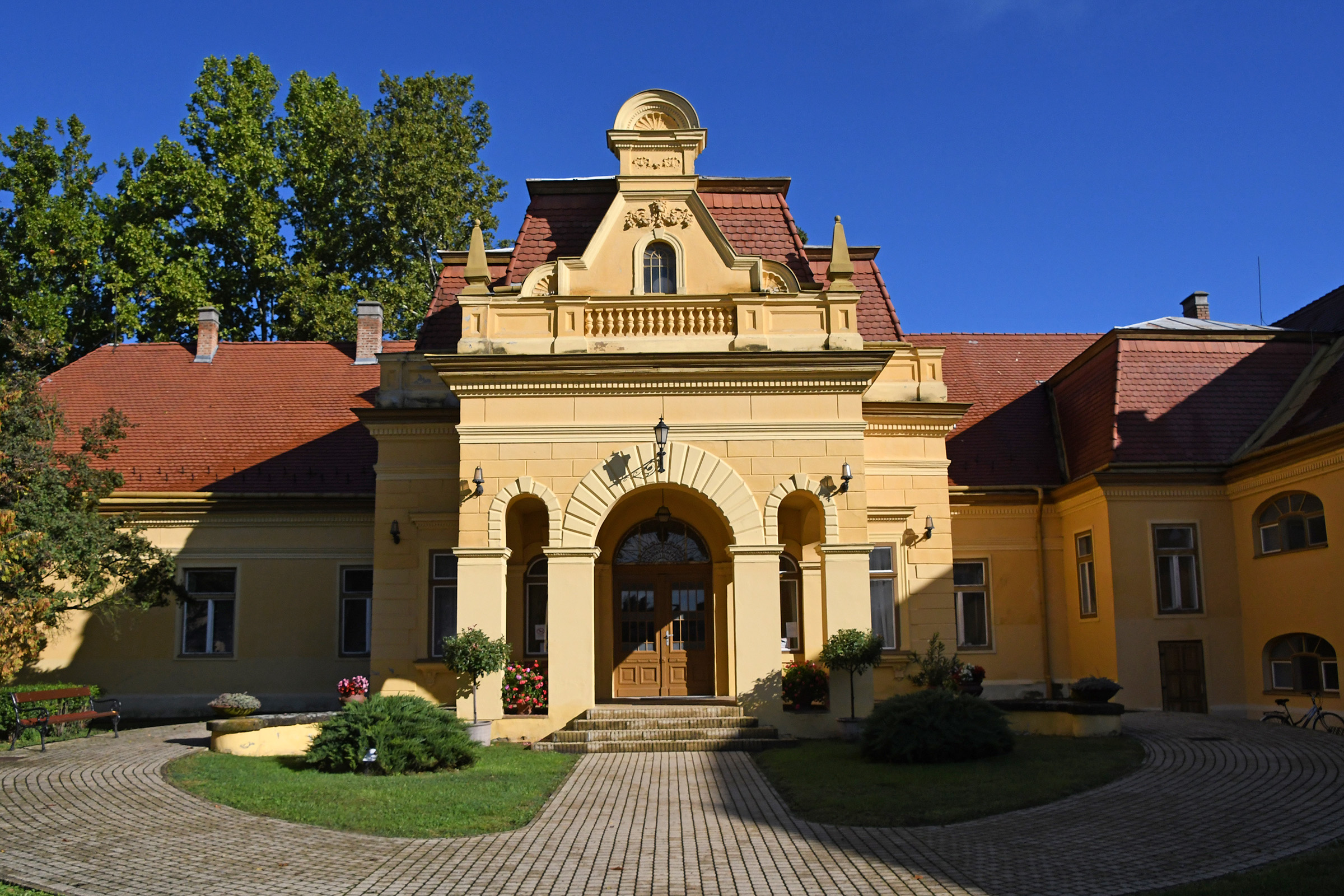
Schloss Esterházy

## Geschichte
In der Mitte des 18. Jahrhunderts wurde in Szentlőrinc das Verwaltungszentrum für die Güter des Herzogs Miklós Esterházy errichtet. Dessen Barockschloss, das 1696–1717 erbaut und später mehrmals erweitert wurde, befindet sich auf dem weitläufigen Kirchplatz (Templom tér). Das katholische Pfarrhaus und die barocke Kirche wurden um 1718 – kurz nach dem Schloss – fertiggestellt. Die Kirche steht heute wegen ihrer besonderen Bauweise unter Denkmalschutz, ihre Einrichtung stammt aber erst aus dem 19. Jahrhundert.

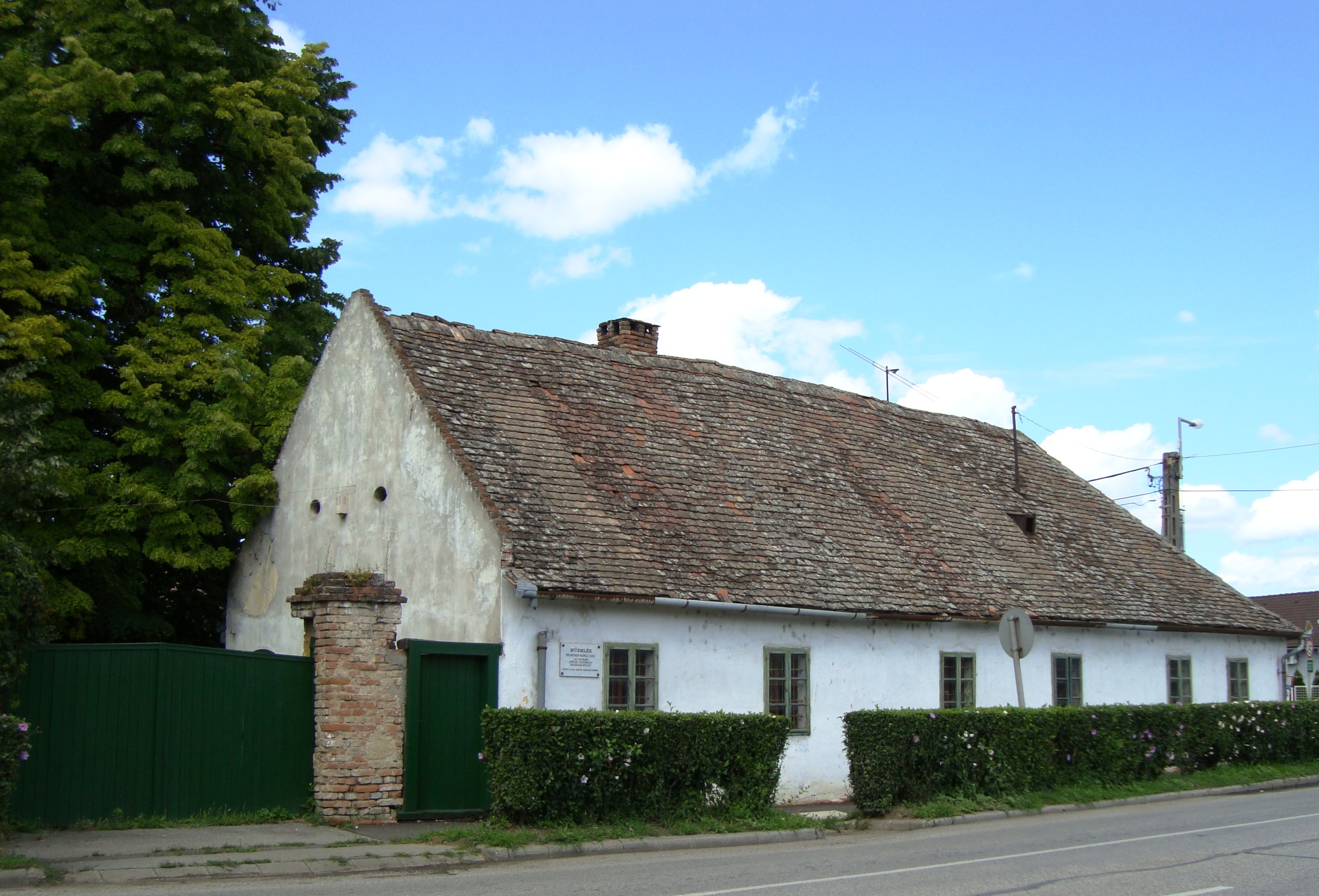
Koncz-Brantner-Haus

Das Koncz-Brantner-Haus in der Munkácsy Mihály utca wurde im 18. Jahrhundert erbaut und war das Wohnhaus des Gutsverwalters der Familie Esterházy. Heute beherbergt es eine große, öffentlich zugängliche Privatsammlung. 
Im Jahr 1913 gab es in der damaligen Kleingemeinde 348 Häuser und 2724 Einwohner auf einer Fläche von 5177 Katastraljochen. Sie gehörte zu dieser Zeit zum Bezirk Szentlőrincz im Komitat Baranya.
Ferner hat die Stadt ein neues, umfangreiches Heimatmuseum (in der Innenstadt-Passage), wo Funde der Archäologie und Themen der Landeskunde und Ethnologie ausgestellt werden.

## Veranstaltungen
Das Kirchweihfest (Kirmes) beginnt alljährlich am 10. August. Die „Laurentius-Tage“ umfassen zahlreiche kulturelle Veranstaltungen und einen Straßenball. Regelmäßig findet auch eine Landwirtschaftsmesse statt, der „Tag der Landwirte“ (Gazdanapok). Die Messe ist die wichtigste agrarische Veranstaltung des Komitats Baranya.
Das Strandbad des Ortes wird mit 36 °C heißem Thermalwasser beschickt.

## Städtepartnerschaften
Es bestehen folgende Städtepartnerschaften:
- Sukošan, Kroatien
- Urbach, Baden-Württemberg, Deutschland